# Contemporary Hit Radio
Contemporary Hit Radio (CHR; z ang. „radio współczesnych hitów”, wcześniej też  The Top 40 – 40 hitów) – radiowy format muzyczny stosowany przez stacje radiowe, koncentrujący się na prezentowaniu słuchaczom aktualnych, najlepiej sprzedających się singli, zwykle nadawanych jest 40 najpopularniejszych utworów.
Terminu Contemporary Hit Radio po raz pierwszy użyto na łamach magazynu muzycznego „Radio & Records” na początku lat 80. Ponieważ radiostacje w tym okresie zaczęły się formatować, a każdy z formatów w swoich ramach prezentował tylko wybrane gatunki muzyczne, rozgłośnie grające nowe przeboje bez względu na gatunek muzyczny nazwano CHR.
Stacje CHR odgrywają jedną z głównych ról przy kreowaniu trendów muzycznych. Częsta emisja wybranych piosenek pozwala w dość krótkim czasie uczynić je bardzo popularnymi, opracowywane zaś we współpracy z wytwórniami muzycznymi playlisty zawierają zwykle „sprawdzone rozwiązania”, co prowadzi do ujednolicenia oferty muzycznej i braku możliwości przebicia się artystom tworzącym muzykę odbiegającą od obowiązujących schematów.

## Odmiany
- CHR/pop (znany też jako mainstream CHR) – to najpopularniejsza odmiana formatu CHR. Podanie CHR bez określenia o którą odmianę chodzi oznacza, że mowa jest o CHR/pop. CHR prezentuje nowe piosenki w gatunkach pop, urban, alternative i rock, czasami też utwory country (tzw. crossovery). CHR/pop jest następcą formatu top 40, sięgającego korzeniami lat 50. XX wieku.

- CHR/dance – prezentuje nowe, popularne piosenki w dance’owych remiksach oraz nowe utwory muzyki tanecznej.

- CHR/urban lub CHR/rhythmic – skupia się głównie na nowych piosenkach z gatunku hip-hop i R&B. W odróżnieniu od formatu urban contemporary(inne języki), często przenika się z formatem CHR/pop prezentując utwory pop i taneczne w klimacie R&B.

- Adult CHR – to zazwyczaj hybryda formatów CHR/pop i hot AC. W odróżnieniu od hot AC stacje adult CHR grają więcej nowej muzyki rhytmic czy dance, jednakże nie wpuszczają na antenę ciężkich odmian hip-hopu.

- CHR/rock – stacje w tym formacie grają podobnie jak CHR/pop, jednakże do swojego repertuaru włączają nowe, popularne nagrania z gatunków modern rock(inne języki) i modern AC.

- CHR/'80s – to format przeplatający nowe piosenki przebojami z lat 80. XX wieku.

Wyróżnia się także etniczne wariacje, takie jak CHR/español (grające latynoski pop) czy CHT/tejano (z muzyką teksańską i tex-mex) popularne w Teksasie, Kalifornii i Meksyku.

## Historia
Format powstał w Stanach Zjednoczonych w odpowiedzi na masowy odpływ audytorium z radia do telewizji. Spadek słuchalności wywołał odpływ sponsorów. Ponieważ konkurowanie z nowym medium wizualnym było niemożliwe, powstała potrzeba wprowadzenia czegoś, czego telewizja jeszcze nie miała.
Koncepcja radia grającego najpopularniejsze, nowe piosenki (top 40) powstała jeszcze w latach 50. XX wieku i nie koncentrowała się na żadnym konkretnym gatunku muzycznym, czy określonych wykonawcach. Miała być prezentowana czterdziestka najpopularniejszych utworów, których ludzie w danym regionie chcieli słuchać. Obok wschodzącego wówczas rock’n’rolla pojawiały się piosenki gospel, pieśni patriotyczne czy nowości. Format Top 40 wykształcił również pierwsze pokolenie osobowości radiowych, których zapowiedzi i identyfikacja ze słuchaczami były równie ważne co pojawiające się utwory.
W każdym tygodniu do playlisty radia w formacie top 40 dodawano od 2 do 7 nowych piosenek; tyle samo utworów ją opuszczało. Cykl życia piosenki mógł trwać tydzień lub kilka miesięcy. Słuchacze byli w stanie kojarzyć piosenki z sezonami, w których się pojawiały.
W połowie lat 70. XX wieku, wraz z ekspansją radia FM, format top 40 stracił popularność. Większość audytorium przesunęła się do bardziej wyszukanych i sprofilowanych formatów takich jak album-oriented rock. Rozgłośnie radiowe zamiast prezentować nową muzykę bez względu na jej gatunek, zaczęły specjalizować się w określonych gatunkach muzycznych. Jednakże format „współczesnych nowych hitów” nigdy kompletnie nie zniknął i od lat 80. zaczęto go określać CHR.
Na polskim rynku CHR zagościło wraz z powstaniem w 1998 roku sieci Eska – jej slogan reklamowy „Hity na czasie” stał się niejako polskim synonimem dla angielskojęzycznej nazwy formatu. Innymi polskimi sieciami radiowymi, także nadającymi w formacie CHR są RMF Maxx oraz Meloradio.